# Júbilo Iwata
Júbilo Iwata (ジュビロ磐田 Jubiro Iwata?) este un club de fotbal din Japonia.

## Palmares
Național
- Japan Soccer League (până în 1992) / J. League Division 1: 4

1987-88, 1997, 1999, 2002
- Japan Soccer League Division 2 (până în 1992) / J. League Division 2: 3

1982, 1992, 2021
- Cupa Împăratului: 2

1982, 2003
- Cupa J. League: 2'

1998, 2010
- Supercupa Japoniei: 3

2000, 2003, 2004
Continental
- Asian Club Championship: 1

1998–99
- Suruga Bank Championship: 1

2011

## Jucători importanți
- Dunga
- Adílson Batista
- Alessandro Cambalhota
- Jay Bothroyd
- Avraam Papadopoulos
- Salvatore Schillaci
- Gerald Vanenburg
- Roberto Torres
- Dmitrij Radtjenko
- Aleksandar Živković